# عثمان عبد الملك
عثمان عبد الملك الصالح  (1940 - 1993) عميد كلية الحقوق في جامعة الكويت (1991 - 1993) وأستاذ القانون الدستوري في جامعة الكويت  ، والفقيه الدستوري السابق في مجلس الامة الكويتي.

## حياته الشخصية
ولد أ.د.عثمان عبد الملك الصالح المبيض في الكويت عام 1940 وتعلم في المدارس الكويتية حتى المرحلة الثانوية، ثم اتجه الي الدراسة الجامعية وتخرج من كلية الحقوق في جامعة القاهرة ومن جامعة فرنسا سنة 1973
، وعاد الي الكويت وتدرج في مناصب جامعة الكويت حتي تولى منصب عميد كلية الحقوق في جامعة الكويت عام (1991 - 1993) ، كما تقلد عدة مناصب في ديوان الموظفين ثم مدرساً للقانون، وقدم خلال مسيرته القانونية العديد من الدراسات العلمية، وأصدر مجموعة من الكتب والأبحاث، كما شارك في مؤتمرات وندوات علمية داخل وخارج الكويت.

## حياته العائلية
الاستاذ الدكتور عثمان عبد الملك متزوج ولديه أبناء وهو الابن الثالث لسكرتير دائرة المعارف السابق عبد الملك الصالح المبيض ، كما انه شقيق وزيرا للكهرباء والماء ووزير البريد والبرق والهاتف ووزير التربية والتعليم السابق صالح عبد الملك الصالح.

## مناصبه
- أستاذ للقانون الدستوري جامعة الكويت
- عميد كلية الحقوق في جامعة الكويت (1991 - 1993)
- خبير دستوري في مجلس الامة الكويتي.
- مستشار قانوني في ديوان الموظفين.

## أهم كتبه العلمية
- النظام الدستوري والمؤسسات السياسية في الكويت - الجزء الأول - الطبعة الأولى 1989م.[3]
- الرقابة البرلمانية على أعمال الإدارة في الكويت (دراسة نظرية تطبيقية) - ديسمبر 1981م.
- التنظيم الدستوري للرقابة القضائية على أعمال الإدارة في الكويت ومحاولات وضعه موضع التنفيذ.
- الرقابة القضائية امام المحكمة الدستورية في الكويت.
- السلطة اللائحية للإدارة في الكويت.